# 車済
車 済（しゃ せい、? - 346年）は、五胡十六国時代前涼の人物。字は万度。敦煌郡の出身。

## 生涯
果断にして度量が大きかった。
前涼に仕え、張重華の時代に金城県令に任じられた。
346年、後趙の涼州刺史麻秋が前涼に侵攻すると、金城はあえなく陥落し、金城郡太守張沖は降伏した。だが、車済は節を守って決して麻秋に応じず、麻秋は何とかして降そうと思い、兵を従えてこれに臨んだ。だが、車済は決して屈さずに「我には龐徳のような才はあらずとも、受けている任は同じである。この身を殺す事は出来ても、志を移す事は出来ぬぞ」と言い放ち、剣に伏して自害した。麻秋は「義士であるな」と語り、その忠節を称えて遺体を収容すると、礼をもって葬った。
後に張重華はその遺体を迎え入れると、自ら喪に臨んで慟哭し、宜禾都尉を追贈した。